# 中井猛之進
中井 猛之進（なかい たけのしん、1882年11月9日 - 1952年12月6日）は、日本の植物分類学者。東大教授、小石川植物園長、ボゴール植物園長、国立科学博物館長。小説家の中井英夫は息子。

## 略歴
- 1882年、岐阜県に生まれる[1]。父は堀誠太郎[2]。
- 1904年、山口高等学校を卒業後、東京帝国大学理科大学に入学[2]。松村任三に教え受ける[1]。
- 1908年、東大小石川植物園に務める。
- 1910年、『Flora of Korea』を出版[3]。
- 1920年、マリアナ諸島の自然調査の岐路、北硫黄島にある約2000年前の石野遺跡の発見に若干関わっている[4]。
- 1922年、末子の中井英夫誕生。
- 1927年、朝鮮植物の研究の功により、日本学士院桂公爵記念賞受賞[5]。
- 1930年10月、東大教授、小石川植物園園長[1]。
- 1933年8月から2ヶ月間、第一次満蒙学術調査研究団として中国熱河省の植物を調査。セダム属から独立させてChamaerhodiola属を提案する[6]。(ただし今はイワベンケイ属 Rhodiola L.と同じとされている[7]。)
- 1923年から1925年まで、スウェーデン、ドイツ、オーストリア、オランダ、スイス、フランス、アメリカ合衆国の植物標本館を歴訪[1]。
- 1941年、京都大学芦生研究林を評して「植物ヲ學ブモノハ一度ハ京大ノ芦生演習林ヲ見ルベシ」と記す[8]。
- 1943年から1945年まで、日本軍の蘭印作戦によるジャワ島占領を受けて、陸軍司政長官として[9]ボイテンゾルグ植物園（現ボゴール植物園）園長に就任。日本軍は植物園の樹木を徴発しようとしたが、中井ら運営者が阻止したという[10]。
- 1949年、東京科学博物館から名を変えた国立科学博物館の館長に就任[11]。

## 分類学への影響
チョウノスケソウ Dryas octopetala L. var. asiatica (Nakai) Nakai などを命名したほか、ノジギク Chrysanthemum japonense (Makino) Nakai、ミヤギノハギ Lespedeza thunbergii (DC.) Nakai などの分類学的検討を行い、名を残した。また、セリ目 Apiales Nakai、インドカラムス属 Indocalamus Nakai、ムニンヤツデ属 Boninofatsia Nakai などの分類群を設立した。
朝鮮半島の植物の研究にも力を注いでおり、朝鮮初代公使の花房義質にちなんでハナブサソウ Hanabusaya asiatica Nakai などを名づけている。2019年、韓国の聯合ニュースは、朝鮮半島の特産植物527種のうち327種の学名に「ナカイ」の名が入っていると報じている。
また、トガリバマキ Podocarpus nakaii Hayata、チチジマイチゴ Rubus nakaii Tuyama、チョウセンカメバソウ Trigonotis nakaii Hara など、数多くの献名を受けている。

## 弟子など
教え子に、伊藤洋、小林義雄、前川文夫、北川政夫、佐藤正己、津山尚、原寛、百瀬静男、木村陽二郎らがいる。

## 著作

### 著書
- 1927-1932年、朝鮮森林植物編第1-7輯、朝鮮総督府、全国書誌番号:68001394。
- 1938-1940年、大日本植物誌（監修） 第1-6、ASIN B000JBOZ9W
- 1941年、東亜植物、岩波書店、ASIN B000JB6IAG
- 1941年、大日本植物誌（監修） 第7-9号、三省堂、ASIN B000JBP9XI
- 1951年、大日本植物誌（監修） 第10号 おとぎりさう科、国立科学博物館、ASIN B000JBDRUA
- 1976年、朝鮮森林植物編、国書刊行会、ASIN B000J9VZC4

### 論文
- 中井猛之進「竹と笹(二)」『理科教育』第15巻第6号、理科教育研究会、1923年、66-67頁、doi:10.11501/1898737、NDLJP:1898737。
- 中井猛之進「日本本部ノ竹ト笹(其九)」『植物学雑誌』第11巻第9号、日本植物学会、1935年、599-622頁、doi:10.11501/3347747、ISSN 0006-808X、NDLJP:3347747。